# Иван Стефан
Ива̀н Стѐфан е български цар за 8 месеца (1330 – 1331).
Счита се, че неговата майка Анна-Неда фактически държи властта, докато той само де юре е неин титуляр. Защо управлява съвместно с нея, остава неясно. Новият цар винаги е споменаван наравно с нея, а понякога тя дори го замества. Византийският историк Йоан Кантакузин дори пише, без да отбелязва царуването на Иван Стефан, че властта над българите е предадена на Анна и децата ѝ. Същият казва, че „ (...) тя управляваше Мизия след смъртта му [на Михаил III Шишман Асен]“. Никифор Григора също свързва управлението на страната в този период с първата жена на цар Михаил III Шишман Асен и нейните роднини.

## Съвладетел
Иван Стефан е първороден син на Михаил III Шишман Асен от първия му брак с Анна-Неда, дъщеря на сръбския крал Стефан II Милутин (на когото е и кръстен) и унгарската принцеса Елизабет Арпад. По бащина линия принадлежи на династията Шишман. По майчина линия е свързан със сръбската династия на  Неманичите, унгарската династия Арпади и Анжуйската династия. След избора на баща му за български монарх през 1323 г. Иван Стефан е провъзгласен за негов съвладетел и като такъв е изобразяван заедно с Михаил III Шишман на сечените по негово време медни монети.
Остава известно време такъв и временно има статут на престолонаследник, но през лятото на 1324 г. цар Михаил III Шишман се развежда с майка му (която след това е заточена на българска територия, заедно с децата си) по неизвестни, но вероятно - политически - причини, и се жени за Теодора Палеологина (вдовицата на цар Теодор Светослав), с което Иван Стефан губи положението си.

## Възцаряване и царуване
След 1327 г. българският цар Михаил III Шишман Асен започва подготовка за война срещу Сърбия поради нарастващото ѝ влияние на Балканите, особено в Западна Македония. Той успява да привлече на своя страна Византия в лицето на нейния император Андроник III Палеолог и влашкия войвода Иванко I Басараб. Към лятото на 1330 г. той вече е готов за военни действия. 
Българските и ромейските сили нахлуват в сръбското кралство, но срещат отпора на крал Стефан Урош III Дечански. До решителна битка между българи и сърби във войната се стига на 28 юли 1330 г. край Велбъжд. Тя завършва с победа за сърбите. Изворите дават противоречиви сведения за съдбата на българския цар Михаил III Шишман, но са категорични в едно – сражението довежда до неговата смърт. Примирение на всички тези се достига с извода, че той е ранен тежко в битката, в резултат на което заловен от сръбските войски и умира в плен няколко дни по-късно.
На 2 август (4 дни след битката) търновските боляри изпращат пратеници до крал Стефан Урош III в местността Мраката с предложение за мир. Той забавя отговора си умишлено и го изпраща в писмо, с което приема мира. В посланието си не предявява териториални претенции, а се задоволява да постави на трона свое протеже. От това се съди, че войната за сърбите не е особено успешна или те не са готови за голямо настъпление срещу българските земи поради появилите се в края на битката български войски, предвождани от деспотите Белаур и Александър. Освен всичко южните сръбски граници все още са застрашени от ромейските сили на Андроник III. Тези причини карат Стефан Урош III да се откаже от завоевания в България и да намери друго решение за българо-сръбските отношения. Така под натиска му е решено на българския престол да бъде възкачен Иван Стефан.
След взимането на това решение е изпратено писмо до Анна-Неда и синовете ѝ да тръгнат веднага към Търново. Впоследствие в българската столица пристигат сръбски велможи, придружени от сръбска военна част, със задача да улеснят възкачването на Иван Стефан (около 30-годишен). Те носят и писмото на Стефан Урош III Дечански, което нарежда, доста заповедно, на българските боляри да приемат племенника му за свой цар: „... както беше ваш господар и цар неговият баща Михаил цар, такъв да бъде за вас и неговия син Стефан, господар и цар ваш, и за всичко това да ме послушате“. По този начин през втората половина на месец август 1330 г. Иван Стефан става цар на България. Чрез него сърбите се надяват да засилят политическото си влияние в България. След като това се случва, войските на крал Стефан напускат българските предели.
Счита се, че с коронацията на Иван Стефан в Търново се обособяват 2 болярски групировки. Едната начело с Анна-Неда и чичото на новия цар – видинския деспот Белаур, която подкрепя установилата се ситуация в страната, а другата се състои от привърженици на Асеневата династия, която, макар и не открито, вероятно е оглавена от ловешкия деспот Александър и която впоследствие надделява. Към нея вероятно се отнасят и останалите членове на семейството на деспот Страцимир – баща на Александър.
Царуването на Иван Стефан продължава между седем и осем месеца. Скоро след началото на този период вдовицата на цар Михаил III Шишман царица Теодора Палеологина  се вижда принудена да замине с децата си в Константинопол при своя брат – василевса Андроник III. Тя едва успява да спаси живота си с бягството. Това дава повод за императора да наруши съюзните си отношения с България, сключени във връзка с общи военни действия във войната срещу Сърбия от 1330 г. Той свиква съвет от приближените си сановници, на който е решено да се изостави войната със Сърбия, тъй като те са твърде силен противник за ромеите. От друга страна, един евентуален поход срещу българското царство изглежда обещаващ. Така византийските сили, проникнали в Сърбия при общите българо-ромейски военни действия, са изтеглени и пренасочени към България, под претекст изгонването на Теодора.
Василевсът пристига с част от войските си в Одрин, където събира още хора и през септември или най-късно октомври 1330 г., възползвайки се от безредиците в България, нахлува в българските земи в Тракия и превзема областта между Черно море и Диампол (дн. Ямбол), включваща освен него, също и Анхиало, Месемврия, Аетос (дн. Айтос), Ктения, Русокастро, които се предават без бой, след което военните действия са прекратени поради недостиг на продоволствие. Вината за загубването на тези земи е хвърлена върху цар Иван Стефан. Противниците на сръбското влияние в страната се активизират. Вероятно за това спомага и фактът, че земите на деспот Страцимир се намират именно в Южна България, която в този момент е под византийска заплаха.

## Сваляне от власт и изгнание
Недоволството към управлението на Анна-Неда бързо прераства в открит бунт. През първите месеци на 1331 г. протовестиарият Раксин и логотетът Филип организират успешен дворцов преврат, вероятно имащи широка обществена подкрепа. За нов цар е избран ловечкият деспот и племенник на Михаил Шишман, който остава известен в историята като цар Иван Александър Асен. Предполага се, че той изиграва най-дейна роля (включително и с военна помощ с позиционирана в близост до Търново армия) в свалянето на Иван Стефан. Заговорниците са улеснени и от междуособната война, която избухва по същото време в Сърбия и която не дава възможност на крал Стефан Дечански му помогне.
Деспот Белаур, най-изявеният поддръжник на Иван Стефан и съответно - противник на организирания срещу него преврат, реагира срещу него, но понеже няма достатъчно влияние в Търново, отцепва своя видински апанаж, без с това да подобри положението на племенника си.
Без знанието и против волята на цар Иван Александър, Иван Стефан заедно с майка си бяга в Сърбия при крал Стефан Дечански, а брат му Шишман II забягва във владенията на Златната орда.  Когато след смъртта на Стефан Урош III Дечански и възцаряването на сина му Стефан Душан (8 септември 1331 г.)  се стига до подобряване на отношенията между Сърбия и България, скрепено на Великден 1332 г. с брак между новия сръбски владетел и сестрата на българския цар Иван Александър - Елена, Анна-Неда и Иван Стефан са принудени от новия крал да напуснат Сърбия
Те се установяват в Дубровник през същата година. Там, според серия документи, семейството на бившата царица остава поне до 1347 г. Не е известно дали Иван Стефан е при тях през целия този период. Вероятно не отиват директно при неаполитанските си роднини, защото имат известна надежда за връщането си на българския престол и така могат да наблюдават събитията в България от по-отблизо. Хронистът Юниус Рести твърди, че през 1333 г. Анна Неда е изпратена в Константинопол, за да не се предизвика война между Дубровник и Сърбия, тъй като сръбският крал изисква по молба на цар Иван Александър предаването на бившата българска царица и нейния син. Дори това да е така, Анна-Неда и децата ѝ отново се намират в Дубровник през 1335 г. според един от документите.  По-нататъшната съдба на Иван Стефан и тази на семейството му е несигурна, но се предполага, че той е експулсиран в Италия и впоследствие е умрял в Неапол, но - вероятно - живеещ известно време под друго име.

## Лудовико - племенник на Робер I Анжуйски
Според по-нови изследвания на доцент д-р Петър Николов Зиков, за да заблуди българите и сърбите, царицата Анна-Неда обявява, че синът ѝ е умрял и дори му устройва фиктивно погребение в един бенедиктински манастир на остров Крон, полагайки в земята един действително починал дубровнишки търговец. След това Иван Стефан, под самоличността на мъртвеца с името Никола Цапина, напуска Дубровник. Той пристига с майка си в Неапол през декември 1338 г. и се установява да живее там, при двора на крал Роберт I Анжуйски.
Липсата на конкретни изворови данни кара различни представители на историографията да изградят различни теории и версии за по-късния развой на събитията. 
Често личността на Иван Стефан се свързва с тази на „Лудовико“ – неизвестен син на български цар и племенник на неаполитанския крал, получаващ от него месечна издръжка.  Някои автори отъждествяват Лудовико с Иван Стефан, а едновременно с това и с един неизвестен български цар, живял в Дубровник и в Италия през средата на XIV в., който се споменава в документи от 1361 – 1363 г. Така според Детлев Швенике, а с известни разминавания и според Константин Иречек, след като напуска Дубровник Иван Стефан отива в Неапол, Южна Италия, където под името „Лудовикус“ („Людовик“ при Иречек) се жени за Мария, извънбрачна дъщеря на княза на Таранто Филип I. От писмата на Лудовико от Таранто е видно, че при сключването на брака с извънбрачната дъщеря на Филип от Таранто, Иван Стефан е бил наречен Лудовико и обявен за „катехумен“, очакващ официалното си католическо кръщение - това е заключение на изследователите Ян Младжов и Петър Николов-Зиков. 
През 1342 г. придружава бъдещия император Йоан VI Кантакузин при бягството му от Константинопол. 20 години по-късно, през 1363 г., той е пленен в битката при Гуардавале заедно с един български епископ от свитата му при една междуособна война за възстановяване на църковната държава на папата, на чиято страна се сражава, и отведен в затвор в Сиена. 
През 1373 г. умира в Неапол или (според Детлев Швенике) може би той загива в същата 1373 г. при Слобица. Разликата в тълкуването на данните от Швенике и Иречек се състои в това, че Иречек изобщо не се спира на евентуален брак. Освен това според Иречек Иван Стефан отива сам в Италия, без другите членове на фамилията си. Останалото съвпада. Петър Ников разглежда живота на Людовик почти по същия начин, но не го отъждествява с Иван Стефан, а с неговия брат Шишман.
Александър Бурмов отхвърля възможността Людовик и Иван Стефан да са едно и също лице, тъй като последният не е просто син на цар, а сам носи тази титла и следва да се споменава с нея. Според него, предвид липсата на доказателства, твърденията за съвпадение с неизвестния владетел от средата на XIV век. Той приема, че Людовик със сигурност е член на семейството на Анна-Неда, а може би и син на Иван Стефан, но това остава само предположение, понеже според него няма достатъчно данни. Стъпвайки на тези разсъждения Иван Печев счита, че Людовик е племенник на Иван Стефан.
Иван Божилов също отрича всякакви отъждествявания спрямо Людовик. Според него той е отделна личност и тъй като отхвърля и възможността за евентуална съпруга на Иван Стефан поради липса на (сигурни) данни за това, счита че той не би могъл да бъде негов син. Освен това едва ли би бил наречен племенник на неаполитанския крал при тази далечна връзка между тях. Според него Людовик следва да бъде разглеждан като неизвестен до момента брат на Иван Стефан и съответно - син на цар Михаил III Шишман Асен от Анна-Неда, който някак се добира до Неапол. Това мнение се поддържа и от Васил Гюзелев.

## Родословие[57]
|  |                                                |  |  |  |  |  |  |  |  |  |  |  |  |  |  |  |
|  | неизвестен                                     |  |  |  |  |  |  |  |  |  |  |  |  |  |  |  |
|  |                                                |  |  |  |  |  |  |  |  |  |  |  |  |  |  |  |
|  |                                                |  |  |  |  |  |  |  |  |  |  |  |  |  |  |  |
|  | деспот Шишман I                                |  |  |  |  |  |  |  |  |  |  |  |  |  |  |  |
|  |                                                |  |  |  |  |  |  |  |  |  |  |  |  |  |  |  |
|  |                                                |  |  |  |  |  |  |  |  |  |  |  |  |  |  |  |
|  | неизвестна                                     |  |  |  |  |  |  |  |  |  |  |  |  |  |  |  |
|  |                                                |  |  |  |  |  |  |  |  |  |  |  |  |  |  |  |
|  |                                                |  |  |  |  |  |  |  |  |  |  |  |  |  |  |  |
|  | цар Михаил III Шишман Асен                     |  |  |  |  |  |  |  |  |  |  |  |  |  |  |  |
|  |                                                |  |  |  |  |  |  |  |  |  |  |  |  |  |  |  |
|  |                                                |  |  |  |  |  |  |  |  |  |  |  |  |  |  |  |
|  | цар Иван Асен II                               |  |  |  |  |  |  |  |  |  |  |  |  |  |  |  |
|  |                                                |  |  |  |  |  |  |  |  |  |  |  |  |  |  |  |
|  |                                                |  |  |  |  |  |  |  |  |  |  |  |  |  |  |  |
|  | дъщеря на севастократорица Ана-Теодора Асенина |  |  |  |  |  |  |  |  |  |  |  |  |  |  |  |
|  |                                                |  |  |  |  |  |  |  |  |  |  |  |  |  |  |  |
|  |                                                |  |  |  |  |  |  |  |  |  |  |  |  |  |  |  |
|  | царица Ирина Комнина                           |  |  |  |  |  |  |  |  |  |  |  |  |  |  |  |
|  |                                                |  |  |  |  |  |  |  |  |  |  |  |  |  |  |  |
|  |                                                |  |  |  |  |  |  |  |  |  |  |  |  |  |  |  |
|  | цар Иван Стефан                                |  |  |  |  |  |  |  |  |  |  |  |  |  |  |  |
|  |                                                |  |  |  |  |  |  |  |  |  |  |  |  |  |  |  |
|  |                                                |  |  |  |  |  |  |  |  |  |  |  |  |  |  |  |
|  | крал Стефан Урош I                             |  |  |  |  |  |  |  |  |  |  |  |  |  |  |  |
|  |                                                |  |  |  |  |  |  |  |  |  |  |  |  |  |  |  |
|  |                                                |  |  |  |  |  |  |  |  |  |  |  |  |  |  |  |
|  | крал Стефан II Милутин                         |  |  |  |  |  |  |  |  |  |  |  |  |  |  |  |
|  |                                                |  |  |  |  |  |  |  |  |  |  |  |  |  |  |  |
|  |                                                |  |  |  |  |  |  |  |  |  |  |  |  |  |  |  |
|  | кралица Елена Ангелина                         |  |  |  |  |  |  |  |  |  |  |  |  |  |  |  |
|  |                                                |  |  |  |  |  |  |  |  |  |  |  |  |  |  |  |
|  |                                                |  |  |  |  |  |  |  |  |  |  |  |  |  |  |  |
|  | царица Анна Неда                               |  |  |  |  |  |  |  |  |  |  |  |  |  |  |  |
|  |                                                |  |  |  |  |  |  |  |  |  |  |  |  |  |  |  |
|  |                                                |  |  |  |  |  |  |  |  |  |  |  |  |  |  |  |
|  | крал Ищван V                                   |  |  |  |  |  |  |  |  |  |  |  |  |  |  |  |
|  |                                                |  |  |  |  |  |  |  |  |  |  |  |  |  |  |  |
|  |                                                |  |  |  |  |  |  |  |  |  |  |  |  |  |  |  |
|  | Елизабет Арпад                                 |  |  |  |  |  |  |  |  |  |  |  |  |  |  |  |
|  |                                                |  |  |  |  |  |  |  |  |  |  |  |  |  |  |  |
|  |                                                |  |  |  |  |  |  |  |  |  |  |  |  |  |  |  |
|  | Елизабет Куманката                             |  |  |  |  |  |  |  |  |  |  |  |  |  |  |  |
|  |                                                |  |  |  |  |  |  |  |  |  |  |  |  |  |  |  |
|  |                                                |  |  |  |  |  |  |  |  |  |  |  |  |  |  |  |